# The Upsetter Selection: A Lee Perry Jukebox
A The Upsetter Selection: A Lee Perry Jukebox egy 2007-es dupla válogatáslemez  Lee "Scratch" Perry-től.

## Számok

### CD1
1. Give Me Justice – Lee "Scratch" Perry – 3:16
2. The Woodman – Lee "Scratch" Perry – 3:16
3. Run for Cover – Lee "Scratch" Perry – 2:49
4. I Am The Upsetter – Lee "Scratch" Perry – 3:07
5. Kimble the Nimble – Lee "Scratch" Perry – 3:21
6. People Funny Boy – Lee "Scratch" Perry – 2:38
7. Honey Love – Burt Walters – 2:18
8. Evol Yenoh – The Upsetters – 2:31
9. Tighten Up – Inspirations – 2:44
10. Return Of Django – The Upsetters – 2:32
11. Man From MI5 – The Upsetters – 2:39
12. Clint Eastwood – Lee "Scratch" Perry – 3:47
13. A Live Injection – The Upsetters – 3:17
14. Medical Operation – The Upsetters – 3:10
15. Prisoner Of Love – Dave Barker – 2:28
16. My Cup – Bob Marley – 3:37
17. Soul Rebel – Bob Marley – 3:21
18. 400 Years – Peter Tosh – 2:34
19. Duppy Conquerer – Bob Marley – 3:44
20. Kaya – Bob Marley – 2:41
21. Small Axe – Bob Marley – 3:53
22. Rhythm Land (Dreamland Version) – U Roy – 2:26
23. Beat Down Babylon – Junior Byles – 2:36
24. Words (Of My Mouth) – The Gatherers – 3:37
25. To Be a Lover – Chenley Duffus – 3:15
26. I Do Love You – The Heptones – 3:06

### CD2
1. Cow Thief Skank – Charlie Ace – 3:34
2. Bathroom Skank – Lee "Scratch" Perry – 4:21
3. Kentucky Skank – Lee "Scratch" Perry – 3:33
4. Dub Organiser – The Upsetters – 3:19
5. Rejoice Jah Jah Children – The Silvertones – 3:12
6. The Lama – Jah Lion – 3:44
7. Penny Reel – Prince Jazzbo – 3:03
8. Enter The Dragon – The Upsetters – 2:17
9. Hurt So Good – Susan Cadogan – 3:07
10. Curley Locks – Junior Byles – 3:03
11. Move Out Of My Way – Bunny Clarke – 2:59
12. Kojak – Lee "Scratch" Perry – 3:44
13. Fire Fe The Vatican – Max Romeo – 3:38
14. Sons Of Slave – Junior Delgado – 6:41
15. Natural Mystic – Bob Marley – 5:41
16. Bad Food – Seke Molenga – 3:56
17. Judgement Inna Babylon – Lee "Scratch" Perry – 7:14
18. I Am A Madman – Lee "Scratch" Perry – 5:49
19. Jamaican E.T. – Lee "Scratch" Perry – 5:42